# تايلر ريد
تايلر ريد (بالإنجليزية: Tyler Reid)‏ (2 نوفمبر 1997 - ) هو لاعب كرة قدم بريطاني في مركز الظهير. لعب مع نيوبورت كونتي.

## وصلات خارجية
- تايلر ريد على موقع قاعدة بيانات كرة القدم.إي يو (الإنجليزية)
- تايلر ريد على موقع Soccerway.com (الإنجليزية)